# Porucznik Służby Więziennej
Porucznik Służby Więziennej (por. SW) – stopień w Służbie Więziennej, odpowiednik stopnia porucznika w Siłach Zbrojnych RP.
Wzory dystynkcji porucznika SW zostały określone w rozporządzeniu ministra sprawiedliwości z dnia 7 lutego 2011 w sprawie umundurowania funkcjonariuszy Służby Więziennej.